# Venera 4
Venera 4 (en russe : Венера-4, « Vénus-4 ») est une sonde spatiale soviétique du Programme Venera. Elle effectue pour la première fois une descente en parachute dans l'atmosphère de Vénus, et des mesures qui montrent une planète aride et brulante.

## Contexte
À compter de 1961, l'Union soviétique lance sans succès une dizaine de sondes spatiales ayant pour objectif d'étudier la planète Vénus (Programme Venera). Ces missions s'inscrivent dans un contexte de course à l'espace pacifique qui oppose Soviétiques et Américains. Mais ces missions échouent soit du fait de la défaillance du lanceur soit à la suite de la perte de la liaison radio avec la sonde spatiale durant le transit de quatre mois entre la Terre et Vénus. Toutes ces sondes spatiales ont été conçues par le bureau d'études de Serguei Korolev qui mène de multiples projets en parallèle. Compte tenu de ces piètres résultats, Korolev décide de confier le développement des sondes spatiales suivantes au bureau d'études de Gueorgui Babakine qui s'est illustré en  concevant à partir de 1965 les astromobiles Lunakhod. Venera 4 est la première sonde spatiale résultant de cette décision.

## Caractéristiques
Venera 4 se compose de deux parties : un module principal destiné au survol de Vénus, une capsule destinée à la rentrée dans l'atmosphère. Les caractéristiques sont les suivantes :
- Masse 1 106 kg dont 383 kg pour la capsule largable
- Module principal : panneaux solaires, moteur vernier, micro-fusée du système d'orientation, détecteurs du Soleil et de la Terre, antenne parabolique directives, antennes non directives ; magnétomètre et compteur de particules cosmiques
- Sonde larguée : deux émetteurs radio en bande décimétrique, système télémétrique, radio-altimètre, système de contrôle thermique, batteries ; équipements scientifiques de mesure de la pression, de la température, de la densité et de la composition chimique de l'atmosphère

## Déroulement de la mission
Venera 4 est lancée le 12 juin 1967. Comme pour les vols précédents, les Soviétiques ne font pas connaître la mission exacte de l'engin, même à la veille de l'arrivée. Une correction de trajectoire est effectuée à 12 millions de km de la Terre. Un peu plus lourde que la série des Venera 2 et 3 (1 106 kg contre 960 kg), Venera 4 est la première sonde à réussir à transmettre des données vers la Terre pendant sa descente en parachute, éclipsant le succès du survol de Vénus au même moment par la sonde américaine Mariner 5.
La capsule ovoïde larguée par Venera 4 descendit dans l'atmosphère le 18 octobre 1967 dans la partie non éclairée de la planète, près de l'équateur. Elle retransmit des mesures sur la densité, la température et la composition atmosphérique de Vénus. Le vaisseau orbital relaya ces informations vers l'URSS, ainsi qu'à l'Observatoire de Jodrell Bank qui, à la demande des Russes, assurait aussi les réceptions.
Le radio-altimètre devait envoyer un signal à l'altitude de 26 km, il se déclencha par erreur au double, à 52 km d'altitude. Lors de la descente en parachute, les relevés transmis pendant trente minutes ont varié d'une température de 40 °C pour  une pression d'une atmosphère à une température de 274 °C et une pression de 22 atmosphères. La composition atmosphérique mesurée donnait alors environ 90 à 93 % de dioxyde de carbone, moins de 2,5 % d'azote, 0,4 à 1,6 % d'oxygène et 0,05 à 0,7 % de vapeur d'eau. Ces résultats réfutèrent définitivement la théorie d'une Vénus aquatique au profit d'un modèle aride, mais les scientifiques américains se montrèrent sceptiques, car ils s'attendaient à au moins 50 % d'azote. Les sondes suivantes confirmèrent les mesures de Venera 4.
Si dans un premier temps, les médias pensèrent que la capsule s'était posée à la surface de Vénus, la différence entre les valeurs de pression et de température observées par Venera 4 et celles très supérieures obtenues par Mariner 5 permirent d'extrapoler que la cessation de retransmission des données de Venera 4 survint vers 24 km d'altitude. Néanmoins, les Soviétiques déclarèrent que la sonde a déposé un emblème aux armoiries de l'Union soviétique.
Une couronne d'hydrogène fut repérée à 9 920 km d'altitude, mille fois moindre que celle de la Terre, laissant à penser que la planète avait laissé échapper de l'eau dans le cosmos au cours de sa jeunesse. Aucune ceinture de radiation ni champ magnétique n'ont été détectés.